# جین جاکر تیزیه
جین جاکر تیزیه (انگلیسی: Jean-Jacques Tizié؛ زادهٔ ۷ سپتامبر ۱۹۷۲) یک بازیکن فوتبال اهل ساحل عاج است.
وی همچنین در تیم‌های ملی فوتبال ساحل عاج ساحل عاج بازی کرده‌است.